# Clinique
Clinique Laboratories, Inc. (Клини́к Лэбораторис)— американская компания по производству декоративной косметики, средств по уходу за кожей и парфюмерии. Создана в 1968 году как дочерняя компания Estee Lauder Companies. Штаб-квартира компании находится в Нью-Йорке, США.

## История
В 1968 году дерматолог Норман Орентрек и редактор журнала Vogue Кэрол Филлипс получили предложение от Estée Lauder Companies создать косметику, не содержащую отдушек и не вызывающую аллергические реакции. Норман Орентрек разработал «трёхступенчатую систему» ухода за кожей, которая позволила привлечь внимание покупателей.
В 1973 году бренд Clinique вошёл в American Academy of Dermatology Convention[значимость факта?].
- Компания входила в пятёрку лидеров по производству антивозрастной косметики[5]
- Clinique объявила о пользе отшелушивания для любого типа кожи и предложила покупателям средства для ежедневного щадящего отшелушивания[6]. Основным таким ингредиентом-эксфолиантом стала салициловая кислота, она используется брендом Clinique несколько десятилетий.
- Дерматолог Норман Орентрек разработал опросник, который помогает людям определить свой тип кожи. Опросник получил название «Компьютера Clinique». Он учитывает такие данные как натуральный цвет глаз и волос, данные о реакции кожи на солнце, другие факторы.
- Cinique сотрудничает с медицинским центром Вейл Корнелл (Weill Cornell Medical Center)[7], это сотрудничество включает совместные исследования, образовательные программы по вопросам здоровья кожи и создание «Центра здоровья кожи Clinique».
- Рекламная концепция Clinique не менялась с самого создания марки: Clinique не использует в рекламе «известные лица», основными героями являются сами продукты. Также большое внимание уделяется обучающему тексту.

## Продукция

### Средства по уходу за кожей
Средства ухода за кожей от компании Clinique предназначены для женщин, у которых есть морщины, прыщи, покраснения, нежелательная пигментация кожи.
Компания Clinique разработала «антистрессовый» крем для женской кожи Superdefense SPF 25 Age Defense Moisturizer. Линия Clinique Skin Supplies for Men разработана с учётом специфики мужской кожи.

### Парфюмерия
Первый аромат от Clinique — «Aromatics Elixir» — был выпущен в 1971 году и позиционировался как «ароматерапевтическое средство». По замыслу создателей, он должен создавать лёгкое, приятное настроение, отвлекать от негативных мыслей.
Цитрусово-цветочный аромат «Clinique Happy» создала в 1971 году Кэрол Филлипс, он позиционировался как «эликсир» или «тонизирующее средство», воздействующее на чувства. Его ингредиенты: жасмин, ландыш, иланг-иланг. В рекламе этого аромата люди выражали различные проявления счастья: от слез радости до безудержного веселья и всех промежуточных состояний.
Компания периодически выпускает новые и обновляет старые ароматы, выпуская их в версиях «для женщин», «для мужчин» и «унисекс».

### Декоративная косметика
Clinique производит широкий ассортимент декоративной косметики: губные помады, тушь для ресниц, тени для век, пудру и т. д. Фирменный цветочный орнамент упаковки средств макияжа Clinique был создан в 1968 году по заказу основательниц бренда — Эсте Лаудер и Кэрол Филлипс. По легенде, один из сотрудников Clinique нашёл образец ткани в мелкий рисунок из фруктов и цветов. Было решено, что узор mille fleurs minuscule — «тысяча мелких цветов» — будет использоваться как орнамент для упаковки декоративной косметики Clinique. Для упаковки средств ухода Clinique выбрали бумагу светло-зелёного цвета, а для упаковки декоративной косметики — бумагу с цветочным орнаментом.